# 吉利 (烏克蘭)
基里洛·安德里約維奇·丘伊科（羅馬化：Kyrylo Andriiovych Chuiko；1992年—），漢名吉利，烏克蘭翻譯家、烏克蘭駐華外交官、乌克兰汉学家协会的成员之一。出生於該國東部城市馬里烏波爾，大學就讀於基輔國立語言大學中文系，2014年到寧波諾丁漢大學攻讀翻譯碩士，自2024年1月起擔任烏克蘭駐華大使館一等秘書。